# 在中華人民共和国モルディブ大使館
在中華人民共和国モルディブ大使館（ディベヒ語: ޗައިނާގައި ހުންނަ ދިވެހިރާއްޖޭގެ އެމްބަސީ、中国語: 马尔代夫驻华大使馆、英語: Embassy of Maldives in China）は、モルディブが中華人民共和国の首都北京市に設置している大使館である。
1972年10月14日、中国とモルディブの外交関係が樹立される。2009年5月26日、大使館が開設された。

## 住所
| 日本語 | 〒100600 北京市朝陽区建外秀水街1号建外外交公寓1-5-31                                                       |
| 中国語 | 北京市朝阳区建外秀水街1号建外外交公寓1-5-31，邮编：100600                                                  |
| 英語   | 1-5-31, Jianguomenwai Diplomatic Compound, No. 1 Jianwai Xiushui Street, Chaoyang District, Beijing 100600 |

## 大使
2019年8月28日より、アイシャト・アズィーマが特命全権大使を務めている。